# Riedelia dolichopteron
Riedelia dolichopteron är en enhjärtbladig växtart som beskrevs av Theodoric Valeton. Riedelia dolichopteron ingår i släktet Riedelia och familjen Zingiberaceae. Inga underarter finns listade i Catalogue of Life.